# Einar Dalsby
Einar Dalsby född 21 januari 1897 i Lille Lindet, Birket Sogn, död 22 september 1946 var en dansk skådespelare.
Dalsby debuterade 1919 på Folketeatret. 1921 åkte han på turné och knöts senare till Aalborg Teater. När han 1941 kom tillbaka till Köpenhamn började han arbeta vid Nygade-Teatret och Riddersalen.

## Filmografi (urval)
- 1933 – Hemslavinnor (K.A. Klemmensen)
- 1938 – Bolettes Brudefærd
- 1940 – Jens Langkniv
- 1944 – Elly Petersen
- 1944 – De tre skolekammerater
- 1946 – Billet mrk.